# Rudolf Schwemmbauer
Rudolf Leonhard Schwemmbauer (* 26. Oktober 1943 in Schwabsroth; † 13. Januar 2022) war ein deutscher Politiker (CSU).

## Leben
Schwemmbauer besuchte bis Ende der 1950er Jahre die Volksschule. Anschließend wechselte er auf eine landwirtschaftliche Fachschule, die er mit geprüftem Abschluss verließ. Von 1978 bis 2002 war er ehrenamtlicher Bürgermeister der Gemeinde Geslau. Dieses Amt gab er am 1. Mai 2002 auf, um das Amt des Landrats des Landkreises Ansbach antreten zu können.
Schwemmbauer starb am 13. Januar 2022.

## Politik
Schwemmbauer war von 1992 bis 2002 als 1. Vorsitzender der Verwaltungsgemeinschaft Rothenburg ob der Tauber tätig und von 1994 bis 2008 Mitglied des Bezirkstags von Mittelfranken. Von 1990 bis 2002 wirkte Schwemmbauer als Kreisvorsitzender des Bayerischen Gemeindetages für den Landkreis Ansbach.
Im Bezirkstag von Mittelfranken hatte er folgende Ämter inne:
- Stellvertretender Vorsitzender der CSU-Fraktion
- Bezirksausschuss
- Kulturausschuss
- Verwaltungsrat Kommunal-Unternehmen Bezirkskliniken
- politischer Sprecher im Tourismusforum der Europäischen Metropolregion Nürnberg (EMN)

1996 wurde er in den Kreistag des Landkreises Ansbach gewählt. Schwemmbauer war vom 1. Mai 2002 bis zum 30. April 2012 Landrat des Landkreises Ansbach. Er kündigte am 22. Juli 2011 in einer Kreistagssitzung an, sich mit Wirkung zum 1. Mai 2012 vom Amt des Landrates entbinden zu lassen. Grund sei eine beginnende Parkinsonerkrankung. Dem Wunsch entsprach der Kreistag, so dass am 11. März 2012 die Neuwahl und am 25. März 2012 die notwendige Stichwahl stattfand. Die turnusmäßigen Wahlen hätten 2014 stattgefunden.
Anlässlich seines 70. Geburtstages verlieh ihm die Gemeinde Geslau 2013 die Ehrenbürgerwürde.
Schwemmbauer war verheiratet und hatte zwei Kinder.